# 徳島市立高等学校
徳島市立高等学校（とくしましりつ こうとうがっこう）は、徳島県徳島市北沖洲一丁目に所在する市立の高等学校。通称は「市高」（いちこう）。徳島市の旧総合選抜6校の1つである。

## 設置学科
- 普通科
- 理数科

## 特徴
同校の第一の特徴として校訓がないことがあげられる。
2学科があり、8組は常に理数科クラスである（以前まで最大12クラスあり、その時点での末尾クラスが理数科であったが、生徒数が減少したため1学年8組編成になっている）。
普通科には、推薦で入学する者もいる（特色選抜）。英数クラスが存在し、文系理系それぞれ1クラスずつある。英数クラスは普通科の希望者の中から、1年に何度か行われる実力テストの結果により選考される。特に理数科は県内屈指の進学率を誇り、多くの卒業生が東京大学や京都大学、国立医学部を含む難関大学へと進学している。
2017年（平成29年）5月24日付で国立潮州高級中学と姉妹校協定を締結した。

## 部活動
部活動が盛んであり、スポーツ推薦で大学へ進学するケースも少なくない。
体育系の部活では、サッカー、テニス、卓球、水泳、ハンドボールは、徳島県内でトップクラスの実力を有している。特にサッカーは1991年に全日本ユース選手権優勝、1992年にインターハイ優勝を果たした。弓道部も2015年の第34回全国高等学校弓道選抜大会で女子団体が優勝した。ここ数年は、バスケットボールなどの競技も県下トップクラスの力をつけてきている。
他には、バドミントン部、ソフトボール部、バレーボール部、野球部なども存在する。
文化系の部活では、2010年に発足したクイズ研究同好会は、日本テレビ系列『全国高等学校クイズ選手権』第30回から参加しており、第30回、第32回、第34回時は徳島県代表として全国大会に出場した。ただし、これ以前にも同校には1990年に発足したクイズ研究会が存在していた（廃部時期不明）。第13回大会にはクイズ研究会の会員が、また第11回大会には会員外の生徒が、徳島県代表として全国大会に出場している。

## 著名な出身者
- 紀野恵 - 歌人
- 柴門ふみ - 漫画家
- 佐野靖 - 音楽学者
- 武知邦明 - 元四国放送アナウンサー、株式会社四国放送サービス代表取締役社長、社団法人徳島県テレビジョン放送中継施設整備協会専務理事、四国放送監査役
- 長尾弘子 - 日本画家
- 中谷智司 - 政治家（元参議院議員）
- 小西洋之 - 政治家（参議院議員）
- 仁木博文 - 政治家（衆議院議員）、医師
- 稲山博司 - 内閣官房まち・ひと・しごと創生本部事務局地方創生総括官
- 浜尾朱美 - ニュースキャスター、エッセイスト、女優
- 加島和裕 - 元札幌テレビ放送アナウンサー（アナウンサー職は離れたが現在も同局で活躍中）
- 水谷哲也 - 高校野球指導者、横浜隼人高校監督
- 藤田聡 - 元プロサッカー選手、サッカー指導者
- 藤本主税 - 元プロサッカー選手
- 本田征治 - 元プロサッカー選手
- 吉成浩司 - 元プロサッカー選手、サッカー指導者
- 森陽一 - 元プロサッカー選手
- 森一哉 - 元プロサッカー選手
- 天羽良輔 - プロサッカー選手
- 岸恵子 - 競艇選手
- 高井舞香 - 声優
- 武岡あや乃 - シンガーソングライター
- 幹葉 - 女性歌手、作詞家
- 湯浅瞭子 - エフエム徳島アナウンサー